# Bárbara Pla
Bárbara Pla (San Cugat del Vallés, 17 de julio de 1983) es una exjugadora y entrenadora española de rugby. Fue internacional con la selección española femenina de rugby 7. 
Actualmente entrena a las Leonas 7s Sub-18.

## Biografía
Es hermana de Pol Pla, jugador de rugby de la selección española de rugby 7.
Participó en el Juegos Olímpicos de Río de Janeiro 2016   y fue seleccionada para la Copa del Mundo de Rugby 7 de 2013. 
En mayo de 2024 Barbara Pla colgó las botas de la mejor manera, devolviendo a su equipo, el Getxo Rugby Taldea, a la máxima categoría del rugby nacional, la Liga Iberdrola de Rugby.
En enero de 2025, asumió el cargo de entrenadora de las Leonas 7s Sub-18, cargo que ya ocupo en la temporada 2021-22.

## Palmarés
- 53 internacionalidades con la Selección española (debutó el 21 de mayo del 2004 contra Francia)
- 328 internacionalidades con la Selección española de rugby a 7
- Participación en los  Juegos Olímpicos de Río de Janeiro 2016
- Participación en la Copa del Mundo de Rugby 7 de 2013